# Кросскультурные исследования
Кросскульту́рные иссле́дования — научный метод из области антропологии и смежных наук (социология, психология, экономика, политология), который использует данные о различных обществах, собранные в полевых исследованиях, чтобы изучить социальное поведение и проверить гипотезы о культурных различиях. В отличие от сравнительных исследований, в которых рассматриваются схожие характеристики нескольких обществ, в кросскультурных исследованиях используется более широкая выборка, которая позволяет провести статистический анализ существования сильной корреляции или её отсутствия между исследуемыми параметрами. В качестве переменных в кросскультурном исследовании выступают следующие системы: 1) экологическая, включающая физическое окружение, ресурсы, географию; 2) система средств существования, то есть методы эксплуатации среды: сельское хозяйство, собирательство, промышленность; 3) социокультурная система: институты, нормы, роли и ценности, существующие «вне» индивида; 4) индивидуальная система: восприятие, обучение, мотивация, субъективная культура, которая, в свою очередь, включает особенности восприятия элементов культурной системы; 5) интериндивидуальная система: паттерны социального поведения. При этом классификации и номенклатуры таких систем могут варьироваться.
Предметом кросскультурных исследований являются особенности психики людей с точки зрения их детерминации социокультурными факторами, специфичными для каждой из сравниваемых этнокультурных общностей. Кросскультурные исследования широко применяются в социальных науках, особенно в культурной антропологии и психологии.

## История
Источниками возникновения метода кросскультурных исследований являются компаративистский метод культурных исследований, символический интеракционизм Чикагской школы и бихевиористский метод в психологии. Также возникновение метода кросскультурных исследований было обусловлено влиянием теории социальных и культурных изменений.
Дж. Берри в качестве предшественников кросскультурного анализа называет Э. Тайлора, В. Вундта и У. Риверса и подчеркивает, что кросскультурная психология отличается от других отраслей знания не своим предметом, но именно методом. Содержание метода кросскультурного анализа заключается, во-первых, «в сравнении двух или большего числа существенно различающихся фактов» различных культур, во-вторых, «в определении влияния культурных условий на поведение», в-третьих, в «установлении систематической зависимости между культурными и поведенческими переменными. Таким образом, задача заключается в понимании того, как две системы на уровне группового и межличностного анализа соотносятся одна с другой».
Первые кросскультурные исследования были проведены в XIX веке антропологами Эдуардом Бернеттом Тайлором и Льюисом Генри Морганом. Одно из первых исследований Тайлора стало основой для возникновения главного статистического вопроса кросскультурных исследований: проблемы Гальтона. Историки, а особенно историки науки, находятся в поисках механизмов, благодаря которым знания, идеи, навыки, инструменты и книги перемещаются из культуры в культуру, порождая новые концепции положения вещей в природе. В своей книге «Кросскультурные научные обмены восточного Средиземноморья 1560—1660 гг.» Авнер Бен Закен утверждает, что кросскультурный обмен происходит в неуловимой точке, где границы одной культуры пересекаются с другой, создавая «зону взаимного охвата», в которой обмены происходят на земном уровне. Из этой стимулирующей зоны идеи, стили, инструменты и распространённые практики двигаются напрямую к культурным центрам, тем самым заставляя их пересмотреть и обновить представления и взгляды.
Современная эра кросскультурных исследований началась с деятельности Джорджа Питера Мёрдока (1949). Мёрдок создал ряд фундаментальных наборов данных, в том числе Ареальную картотеку человеческих отношений. Вместе с Дугласом Уайтом он разработал широко используемую Стандартную кросскультурную выборку — выборку 186 культур, используемая учеными в области кросскультурных коммуникаций.

## Критика метода кросскультурных исследований
Кросскультурные исследования признаются не всеми антропологами. Это обусловлено тем, что установление достоверной взаимосвязи позволяет ученым только очертить поле для дальнейших исследований. Также противоречивое отношение к кросскультурному подходу является результатом недостаточной проработанности понятийного аппарата наук о культуре.

##### Другие проблемы кросскультурных исследований
- Концепция равноценности.

Равноценность в кросскультурном исследовании может быть определена как состояние или условие схожести в концептуальном значении и в эмпирическом методе между культурами, что даёт возможность сравнивать эти культуры. Это означает, что если изучение какого-то аспекта не равноценно в двух сравниваемых культурах, то сравнение теряет смысл. Необходимо, чтобы теоретические рамки и гипотезы в изучаемых культурах были равноценны.
- Характер теории и проверяемых гипотез.

Теории и гипотезы, выдвигаемые исследователями, находятся под влиянием культурных основ их создателей. Любые представления ученых о людях, отношениях, явлениях имеет отпечаток их культуры. Важно помнить о данном свойстве при анализе теорий и гипотез.
- Влияние культуры на теории поведения.

Ученые, определяющие цели исследователя, имеют собственные социальные представления, пристрастия и предубеждения, которые влияют на оценку важности вопросов, выдвигаемых в кросскультурном исследовании.
- Равноценность и неравноценность гипотез.

Проблема заключается в том, что гипотеза, проверка которой может показаться важной для одной культуры, может быть совершенно незначима для человека из другой культуры.